# Rothem

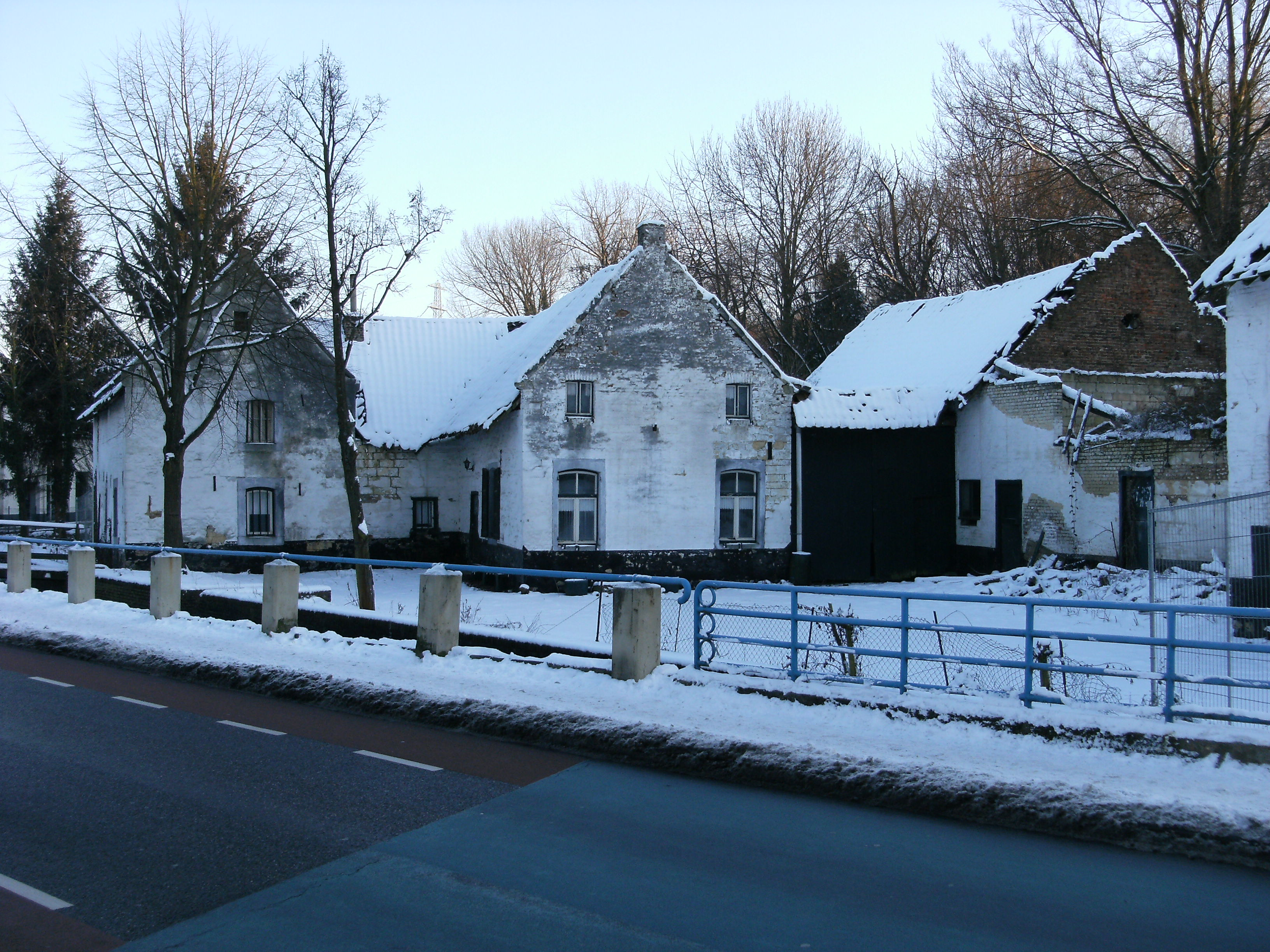
18e-eeuwse hoeve aan de Klinkenberg

Rothem (Limburgs: Raotem) is een dorp, dat deel uitmaakt van de gemeente Meerssen in de Nederlandse provincie Limburg; het heeft ongeveer 1725 inwoners.

## Geologie en geomorfologie
Naar Rothem is het Rothem Terras (of Terras van Rothem) genoemd. Dit is een rivierterras dat gevormd is door de Maas tijdens het Midden Pleistoceen. Het Rothem Terras is een oude alluviale vlakte waarvan de bovenkant van de rivierafzettingen ter hoogte van Maastricht op ongeveer 81,5 meter boven NAP ligt. De rivierafzettingen zijn bedekt met jongere afzettingen, meestal bestaande uit löss. Van den Berg en andere onderzoekers onderscheiden twee terrassen die in ouderdom verschillen, Rothem 1 en Rothem 2, die respectievelijk op 81,5 en 76 meter boven NAP liggen. Het Rothem 2 terras is het jongste van beide terrassen en dateert mogelijk uit het Holsteinien. Het onderste deel van de rivierafzettingen bestaat uit een dik grindpakket waarvan de onderkant in de omgeving van Maastricht op gemiddeld respectievelijk 65 en 70 meter boven NAP ligt. De onderkant van dit grindpakket ligt vaak op veel oudere afzettingen uit het Tertiair of het Krijt. Door de meeste onderzoekers wordt de onderkant van het grindpakket als het eigenlijke terrasniveau beschouwd.

## Geschiedenis
De naam Rothem is ontleend aan een samenvoeging van de woorden rode (ontginning) en heim (woonplaats), een woonplaats in een ontginning dus. Het gebied waar thans Rothem ligt wordt al sinds de vroege middeleeuwen bewoond. Resten van een Merovingisch grafveld opgegraven in Rothem dateert van ongeveer 500 tot 750 na Christus. De eerste schriftelijke vermelding dateert van 1377. Uit 1381 dateert de eerste vermelding van de IJzeren Molen bij Rothem, behorende bij het kasteel Vaeshartelt.
In 1796, aan het einde van het ancien régime, had het dorp ongeveer 300 inwoners. Op 22 december 1922 werd in Rothem een lagere school geopend met in dat jaar 194 leerlingen. Tot 1954 was het onderwijs voor jongens en meisjes gescheiden.
Een klein gedeelte van het grondgebied van Rothem hoorde tot de herindeling op 1 juli 1970 bij de voormalige gemeente Amby. Daarna is het gedeelte overgegaan naar de gemeente Meerssen.

## Bezienswaardigheden
- Ten zuidoosten van Rothem ligt het natuurgebied De Dellen en ten oosten het Meerssenerbroek.
- De Heilig Hart van Jezuskerk werd in 1929 gebouwd naar een ontwerp van Jos Wielders. In de kerk bevindt zich een vijfluik van de Maastrichtse kunstenaar Pieke Dassen. Voor de kerk staat een beeld van de heilige Theresia van Lisieux, dat vervaardigd is door Mari Andriessen.
- De Oliemolen of IJzeren Molen op het riviertje de Geul.
- Villa Kruisdonk, van 1880.
- De Joodse begraafplaats
- Hoeve Klinkenberg 1, een gesloten hoeve van 1782, heeft een schuur met mergelstenen speklagen.

Zie ook
- Lijst van rijksmonumenten in Rothem
- Lijst van gemeentelijke monumenten in Rothem

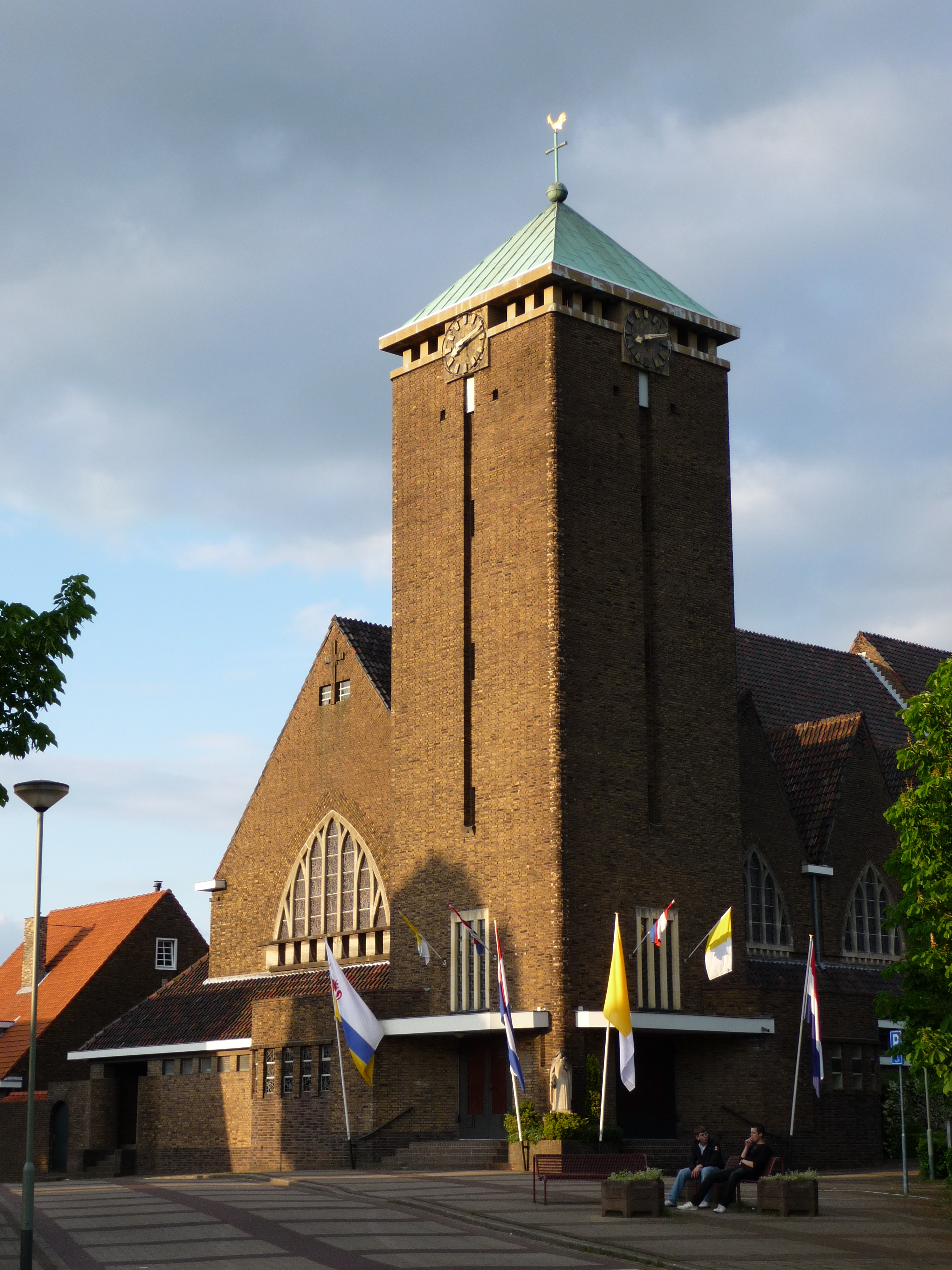
Heilig Hart van Jezuskerk
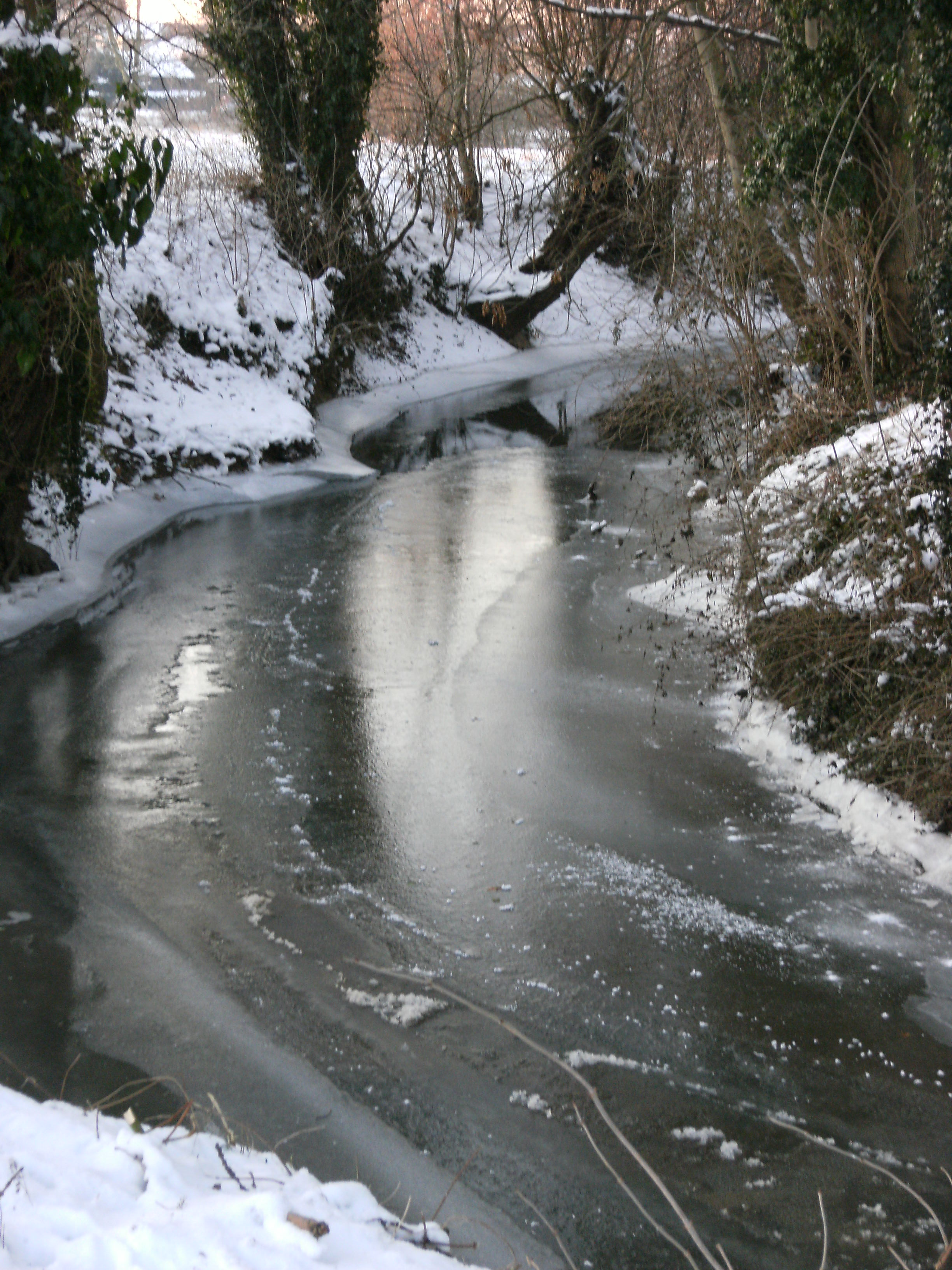
De Geul bij Rothem
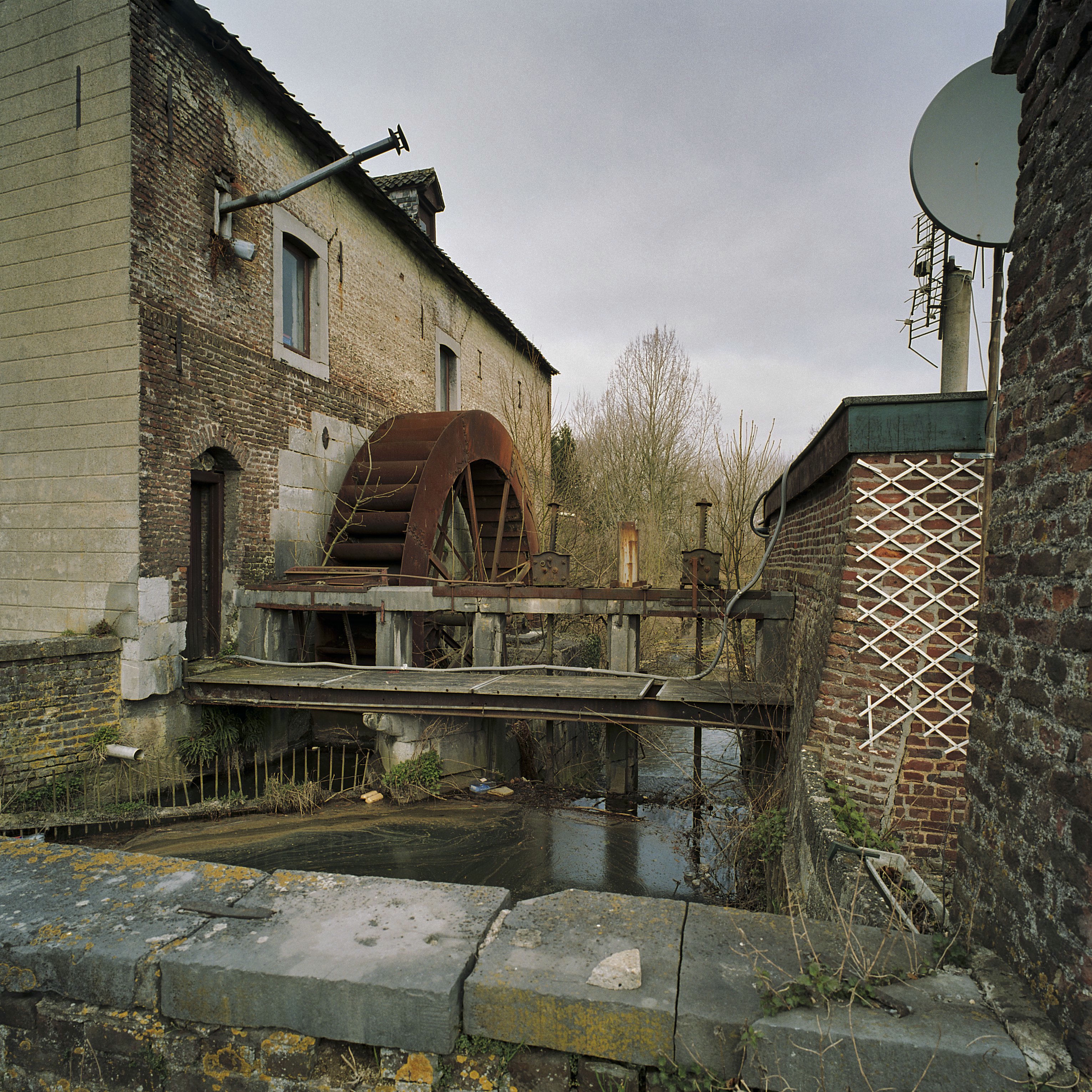
IJzeren Molen
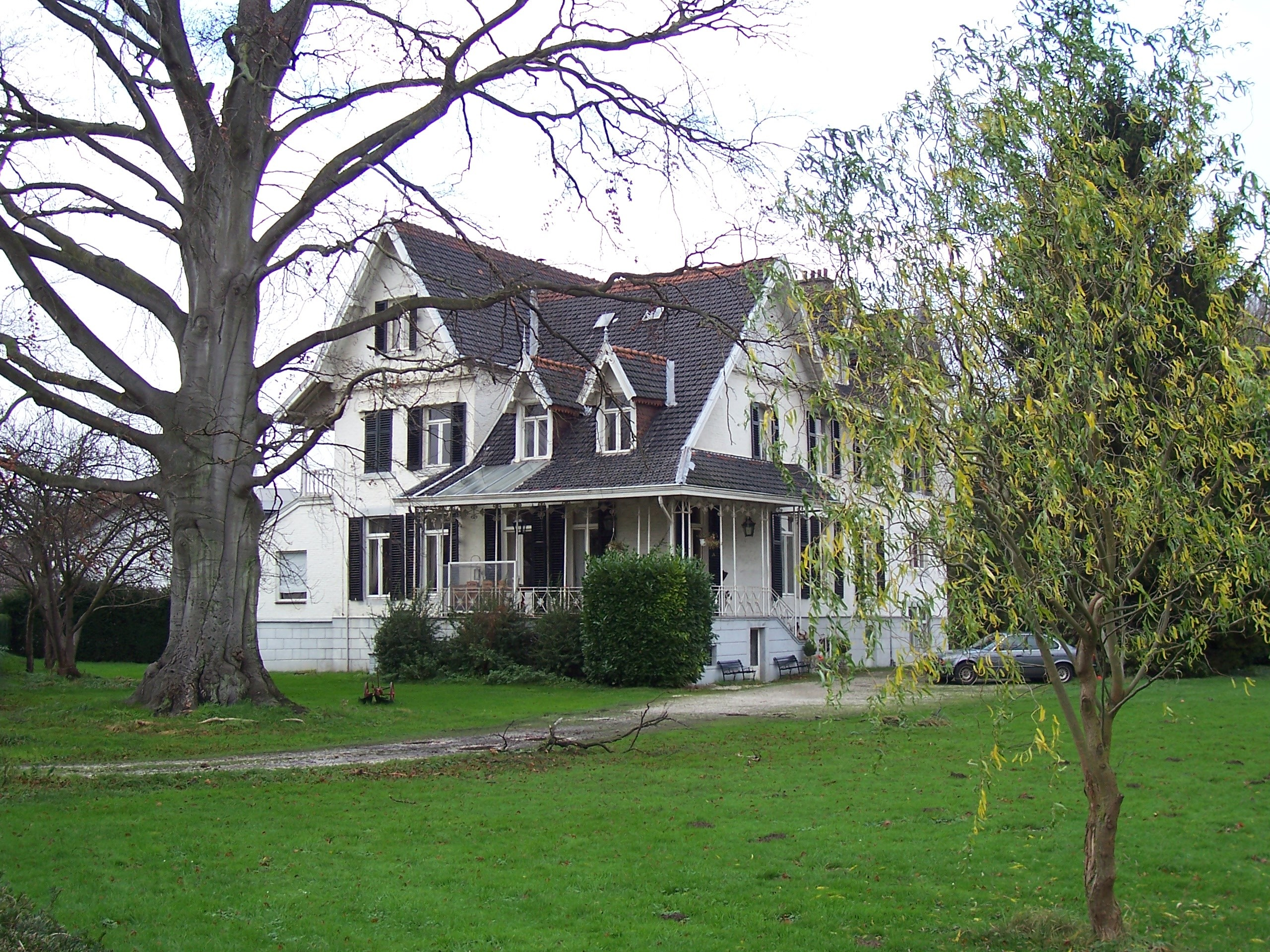
Villa in Rothem

## Natuur en landschap
Rothem ligt ingesloten tussen twee drukke autowegen (A2 en A79), en de spoorlijnen van Maastricht naar respectievelijk Sittard en Valkenburg. Het ligt in het dal van de Geul op een hoogte van ongeveer 52 meter. Parallel aan deze rivier werden bijriviertjes gegraven met namen als Kleine Geul en Geulke, ten behoeve van watermolens en dergelijke. Ten oosten van Rothem ligt het natuurgebied De Dellen op de hellingen naar het Plateau van Margraten.

## Nabijgelegen kernen
Amby, Limmel, Meerssen, Houthem, Berg
Dorpen: Bunde · Geulle · Geulle aan de Maas · Meerssen · Moorveld · Rothem · Ulestraten

Buurtschappen en gehuchten: Broekhoven · Brommelen · Genzon · Groot Berghem · Hulsen · Humcoven · Hussenberg · Kasen · Klein Berghem · Oostbroek · Raar · Schietecoven · Snijdersberg · Stommeveld · Vliek · Voulwames · Waterval · Weert · Westbroek

Limburg: Steden en dorpen      Nederland: Provincies · Gemeenten